# Clément du Mez

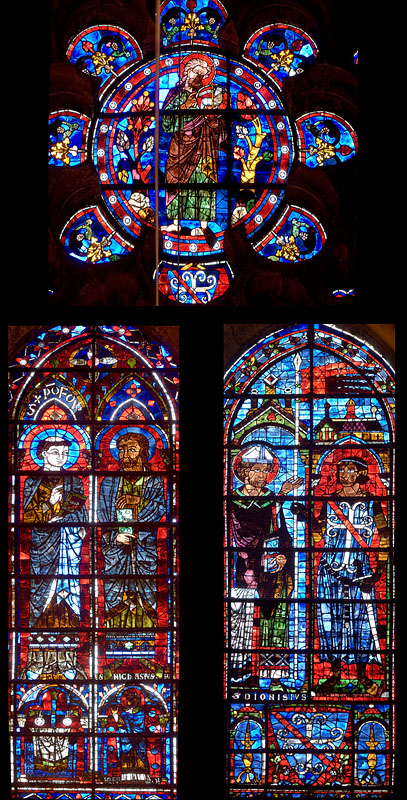
Jean III Clément du Mez (glas-in-loodraam van de kathedraal van Chartres).

De familie Clément du Mez, afkomstig uit de lagere adel van Gâtinais, leverde in de 12e en 13e eeuw vier maarschalken van Frankrijk.
Tot deze familie behoorden onder andere:
1. Robert III Clément (- 1181), opvoeder (ca. 1168) en (kortelings) voogd van Filips II
  1. Albéric Clément (- 1194), eerste Maarschalk van Frankrijk
  2. Henri I Clément (- 1214), Maarschalk van Frankrijk, bijgenaamd le petit maréchal
    1. Jean III Clément (- 1260), Maarschalk van Frankrijk
      1. Henri II Clément († 1264), Maarschalk van Frankrijk
2. Gilles Clément (- 1182)

Hun heerlijkheid Le Mez werd later hernoemd tot Le Mez Maréchal.

## Referentie
- Dit artikel of een eerdere versie ervan is een (gedeeltelijke) vertaling van het artikel Clément du Mez op de Duitstalige Wikipedia, dat onder de licentie Creative Commons Naamsvermelding/Gelijk delen valt. Zie de bewerkingsgeschiedenis aldaar.